# Черниця (Свентокшиське воєводство)
Черниця (пол. Czernica) — село в Польщі, у гміні Сташув Сташовського повіту Свентокшиського воєводства.
Населення — 204 особи (2011).
У 1975-1998 роках село належало до Тарнобжезького воєводства.

## Демографія
Демографічна структура на день 31 березня 2011 року:
|          | Загалом | Допрацездатний вік | Працездатний вік | Постпрацездатний вік |
| -------- | ------- | ------------------ | ---------------- | -------------------- |
| Чоловіки | 100     | 13                 | 81               | 6                    |
| Жінки    | 104     | 16                 | 66               | 22                   |
| Разом    | 204     | 29                 | 147              | 28                   |